# 成康親王
成康親王（なりやすしんのう）は、仁明天皇の第八皇子。母は藤原三守の娘・正三位女御藤原貞子。位階は無品。

## 経歴・人物
幼い頃より背が高く堂々としている様子で、成人のような志を持っていた。仁明天皇からこの様子を奇とされ寵愛されたという。嘉祥3年（850年）の天皇崩御後、数年も経たないうちに、疱瘡を患って仁寿3年（853年）4月18日に病没した。享年18。